# Auberbosc
Auberbosc is een gehucht en voormalige gemeente in Auzouville-Auberbosc in de Franse gemeente Terres-de-Caux in het departement Seine-Maritime. Het ligt in twee kilometer ten noordwesten van het dorpscentrum van Auzouville en twee kilometer ten zuiden van het centrum van Fauville-en-Caux.

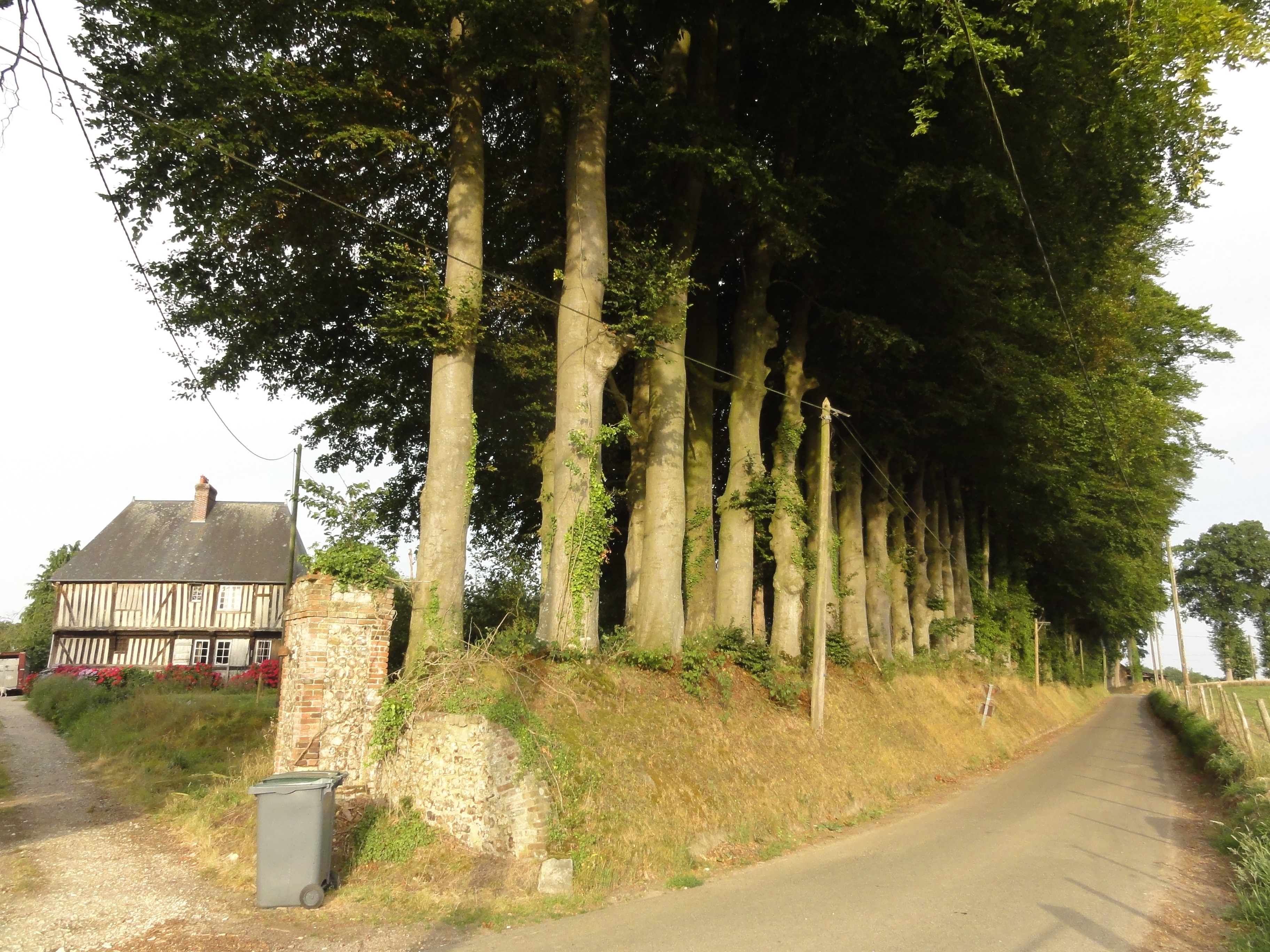
Auberbosc

## Geschiedenis
Oude vermeldingen van de plaats gaan terug tot 1181-1189 als Oberbosc.  De 18de-eeuwse Cassinikaart toont hier de parochie Auberbosc.
Op het eind van het ancien régime eind 18de eeuw, toen de gemeenten werden gecreëerd, werd Auberbosc een gemeente. In 1828 werd de gemeente al opgeheven en aangehecht bij buurgemeente Auzouville-sur-Fauville, die in Auzouville-Auberbosc werd hernoemd.
De kerk van Auberbosc, de Église Saint-Léger, raakte in de loop van de 19de eeuw in verval.
Met de fusie van Auzouville-Auberbosc in Terres-de-Caux in 2017, werd Auberbosc een deel van deze nieuwe gemeente.
Deelgemeenten: Auzouville-Auberbosc · Bennetot · Bermonville · Fauville-en-Caux · Sainte-Marguerite-sur-Fauville · Saint-Pierre-Lavis

Overige plaatsen: Auberbosc · Le Beau Soleil · Le Boos · Le Bout Joyeux · La Chaussée de Saint-Pierre · Joyeux (Auzouville-Auberbosc · La Londe · Roncherolles